# Oreste Cignoli
Oreste Cignoli (Voghera, 18 dicembre 1893 – 29 dicembre 1980) è stato un ciclista su strada italiano.
Professionista dal 1924 al 1932, fu gregario di Costante Girardengo e partecipò ad alcune edizioni del Giro d'Italia.

## Piazzamenti

### Grandi giri
- Giro d'Italia

1927: 11º
1928: 17º
1930: 23º
1931: 20º
1932: 46º

### Classiche
- Milano-Sanremo

1927: 39º
1930: 25º
Giro di Lombardia
1927: 22º